# Съставно число
Съставното число е естествено число, което се дели на поне едно цяло число, освен на себе си или на единица (1). Това определение обхваща всички положителни цели числа, които се делят на повече от две цели числа. С други думи съставното число е всяко положително цяло число, по-голямо от едно, което не е просто число.
Ако n > 0 е цяло число, и съществуват цели числа 1 < a, b < n такива, че n = a × b, тогава n е съставно число. По дефиниция, всяко цяло число по-голямо от единица е или просто или съставно число.